# Марин, Лазар
Лазар (Лазарь) Марин (серб. Лазар Марин; 5 августа 1921, Марини — осень 1944, Травник) — югославский боснийский танкист-автомеханик, участник Народно-освободительной войны, Народный герой Югославии.

## Биография
Уроженец деревни Марини (район Приедора). До войны работал механиком. Член компартии с 1941 года. Службу в партизанских войсках проводил сначала в ударном батальоне Козарского партизанского отряда, занимая должность курьера. Позднее служил во 2-й Краинской бригаде, участвовал в боях на Любии, Сухачах, Нови-Граде, Бенаковаце.
Позднее Лазар благодаря своим знаниям в технике был переведён в танковые войска и возглавил бои против немецко-хорватских войск под Травником. В одном из таких боёв танк Лазара был подбит усташами, и в том же танке погибли Лазар Марин и его сослуживец Петар Мечава.
23 декабря 1952 Лазар Марин посмертно был награждён званием Народного героя Югославии.